# NGC 6461
NGC 6461 (другие обозначения — UGC 10954, MCG 12-17-4, ZWG 330.55, ZWG 340.17, PGC 60659) — галактика в созвездии Дракон.
Этот объект входит в число перечисленных в оригинальной редакции «Нового общего каталога».